# Jules Keignaert
Jules Keignaert, född 15 juni 1907 i Tourcoing, död 26 maj 1994 i Neuville-en-Ferrain, var en fransk vattenpolospelare. Keignaert ingick i Frankrikes landslag vid olympiska sommarspelen 1928. Frankrike tog OS-brons i herrarnas vattenpolo i Amsterdam.